# Jeléznia
Jeléznia (en rus: Железня) és un poble de l'óblast de Tula, a Rússia, segons el cens del 2010 tenia 146 habitants.